# エルンスト・ツェルメロ

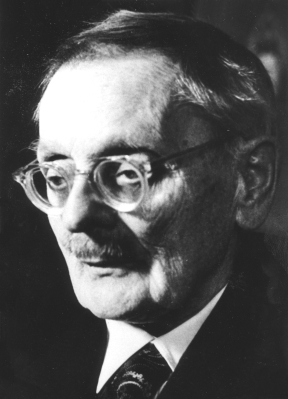
エルンスト・ツェルメロ

エルンスト・ツェルメロ（Ernst Friedrich Ferdinand Zermelo [t͡sɛrˈmeːlo]、1871年7月27日 ベルリン – 1953年5月21日 フライブルク）は、ドイツの数学者・論理学者。特に集合論に業績を残した。

## 人物
ベルリン・ハレ・フライブルクの各大学で数学と哲学を学び、ベルリン大学でプランクの指導の下に物理学を研究した。1896年にはボルツマンのH定理に反論した（熱力学系は長時間の後には元と同じ状態に復帰し、エントロピーは減少するはずだという批判：再帰性パラドックス）。1897年ゲッティンゲン大学に移った。
1900年にヒルベルトが未解決の23の重要問題を提示し、ツェルメロはその最初の問題である連続体仮説に取り組んだ。これに関しては1902年、最初の論文を発表した。1904年には整列可能定理を証明し、連続体仮説への第一段階とした。これにより翌年ゲッティンゲン大学教授となったが、この証明は（当時はまだ公理とされていなかった）選択公理に基づいていたため、完全には受け入れられなかった。1908年にはより一般的な証明を与えた。また1905年には集合論の公理化に取り掛かり、1908年にこれを公刊したが、その無矛盾性を証明することはできなかった。
1910年にはチューリヒ大学に移り1916年まで過ごした。1922年にはアドルフ・フレンケルとスコーレムがそれぞれ独立にツェルメロの公理系を改良した。この10公理からなる系は、現在ツェルメロ・フレンケルの公理系（ZF）と呼ばれ、公理的集合論で最も普通に用いられている公理系である。
1926年、フライブルク大学から名誉教授職を授与されたが、1935年にはヒトラーに反発してこれを返上した。第二次世界大戦後に再度授与されている。